# Trofeo Melinda 1994
Il Trofeo Melinda 1994, terza edizione della corsa, si svolse il 26 giugno 1994 su un percorso di 244,8 km, con partenza e arrivo a Cles; la corsa fu valida anche come campionato nazionale italiano in linea (ottantaquattresima edizione). La vittoria fu appannaggio di Massimo Podenzana, che completò il percorso in 6h06'35", alla media di 40,067 km/h, precedendo Francesco Casagrande e Gianni Faresin. 

## Ordine d'arrivo (Top 10)
| Pos. | Corridore            | Squadra               | Tempo    |
| ---- | -------------------- | --------------------- | -------- |
| 1    | Massimo Podenzana    | Navigare              | 6h06'35" |
| 2    | Francesco Casagrande | Mercatone Uno-Bianchi | a 3'17"  |
| 3    | Gianni Faresin       | Lampre-Panaria        | s.t.     |
| 4    | Gianluca Bortolami   | Mapei-Clas            | a 4'35"  |
| 5    | Michele Bartoli      | Mercatone Uno-Bianchi | s.t.     |
| 6    | Ivan Gotti           | Polti-Vaporetto       | a 6'27"  |
| 7    | Claudio Chiappucci   | Carrera Jeans-Tassoni | s.t.     |
| 8    | Bruno Cenghialta     | Gewiss-Ballan         | s.t.     |
| 9    | Massimo Ghirotto     | ZG Mobili             | s.t.     |
| 10   | Oscar Pellicioli     | Polti-Vaporetto       | s.t.     |